# Bahlui
Der Bahlui ist ein rechter Nebenfluss der Jijia im Nordosten von Rumänien.
Der Bahlui entspringt bei Tudora im Kreis Botoșani. Von dort fließt er in überwiegend südsüdöstlicher Richtung durch die Moldauebene. Im Kreis Iași wendet er sich nach Ostsüdost, durchfließt die Großstadt Iași und mündet wenige Kilometer östlich in die nach Süden fließende Jijia. Der Bahlui hat eine Länge von 119 km. Das Einzugsgebiet umfasst 2007 km². Der mittlere Abfluss beträgt 2,8 m³/s.